# Pachydissus aquilus
Pachydissus aquilus är en skalbaggsart som först beskrevs av Arthur Sidney Olliff 1889.  Pachydissus aquilus ingår i släktet Pachydissus och familjen långhorningar.
Artens utbredningsområde är:
- Angola.
- Benin.
- Togo.
- Zimbabwe.

Inga underarter finns listade i Catalogue of Life.